# Sveriges Sändareamatörer
Sveriges Sändareamatörer, ofta förkortat SSA, är en ideell förening för svenska radioamatörer.
Föreningen, som bildades år 1925, har cirka 5 500 medlemmar[när?] av de totalt drygt 11 000 sändaramatörer som finns i Sverige.
SSA har till syfte att stödja radioamatörer i deras hobby, till exempel genom att:
- ge ut den månatliga tidningen QTC (sedan 1927[2])
- erbjuda radioanknuten litteratur till försäljning
- hantera QSL-kort, som skickas mellan radioamatörer i hela världen som bekräftelse på en radioförbindelse
- erbjuda den utbildning och provtagning som behövs för att erhålla amatörradiocertifikat, med anropssignal, som krävs för att få sända på de av Post- och telestyrelsen tilldelade amatörradiofrekvenserna

SSA företräder svenska radioamatörer inom IARU (International Amateur Radio Union). SSA är också en av flera föreningar som företräder svenska radioamatörer gentemot PTS (Post- och Telestyrelsen).

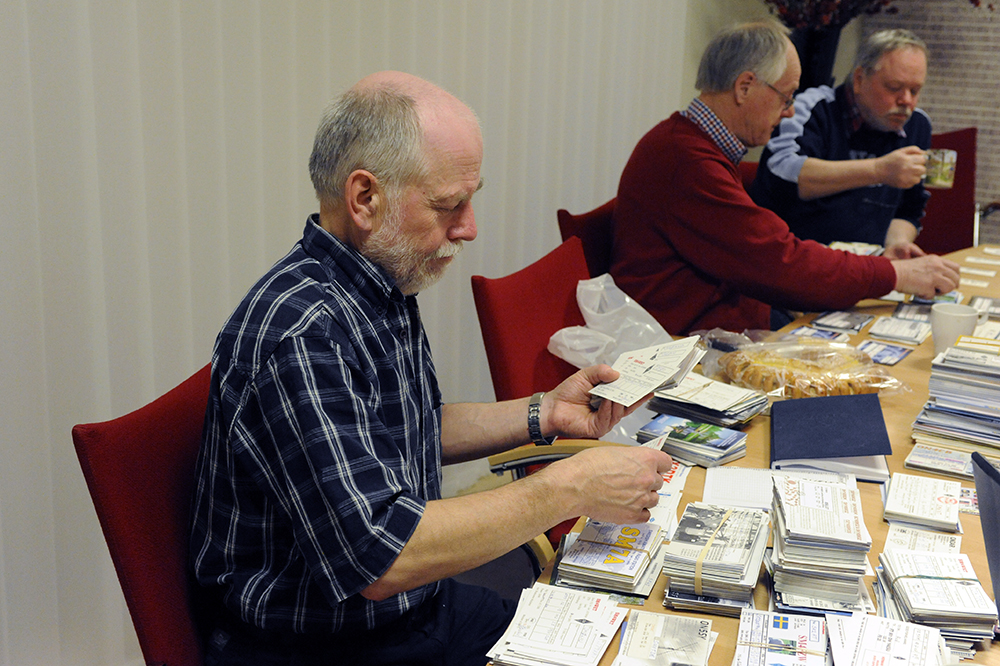
Frivilliga medlemmar i SSA sorterar inkommande QSL-kort på kansliet i Sollentuna

## Tävlingar
SSA arrangerar årligen flera tävlingar (engelska: 'contests' – försvenskat: "tester"). På kortvågsbanden kan man som radioamatör bland annat delta i SSA Månadstest och SSA Portabeltest. På VHF och högre frekvensband kan man delta i NAC (Nordic Activity Contest).